# I'billin
I'billin (in arabo إعبلين‎?, in ebraico אִעְבְּלִין‎?) è un consiglio locale situato nel distretto Settentrionale, in Israele, in Galilea. La popolazione è costituita da arabi palestinesi di fede musulmana e cristiana.

## Storia
Gli scavi archeologici nel centro del villaggio hanno indicato un'occupazione continua dal IX secolo a.C. durante l'età del ferro, fino al XIV secolo d.C. durante il periodo mamelucco.

### Periodo romano
Le prove archeologiche indicano che nell'antichità sorgesse nell'area un insediamento ebraico, e i ritrovamenti includono bagni rituali e complessi di nascondiglio utilizzati durante la prima guerra giudaica. I'billin è stato identificato con la città ebraica di Evlayim o Abelim, menzionata in varie fonti talmudiche a partire dal III secolo d.C.
Nel villaggio è stata fatta una scoperta notevole: una cornice di porta proveniente da una sinagoga risalente al IV-VI secolo d.C. Quest'artefatto, riutilizzato come gradino sulla strada che porta alla chiesa del villaggio, porta un testo che può essere tradotto così: "Ricordato per il bene è Baruch l'Alexandrino(?) o figlio di Nehorai(?) che qui ha sostenuto (contribuito) e ha fatto questa porta. Amen. Pace."

### Periodo fatimide
Nasir Khusraw visitò il luogo nel 1047 d.C.: "Da Damum passammo a sud in un altro villaggio, chiamato A'bilin, dove si trova la tomba di Hud - la pace sia su di lui! - che ho visitato. All'interno dell'area c'è un gelso, e c'è anche la tomba del profeta Uzair - la pace sia su di lui! - che ho anche visitato."

### Periodo ottomano

#### XVIII secolo
Nel 1760 un viaggiatore tra Acri e Nazareth notò "il castello di Abelin, su una bella altura; e una città vicina ad esso, governata da Joseph Omar, fratello del capo di Acri", con quest'ultimo intendendo Zahir al-Umar. Il castello, ancora presente nella città, probabilmente risale al XVIII secolo.
Nel 1799 I'billin fu segnato come Obellin sulla mappa di Jacotin, redatta durante l'invasione di Napoleone.

#### XIX secolo

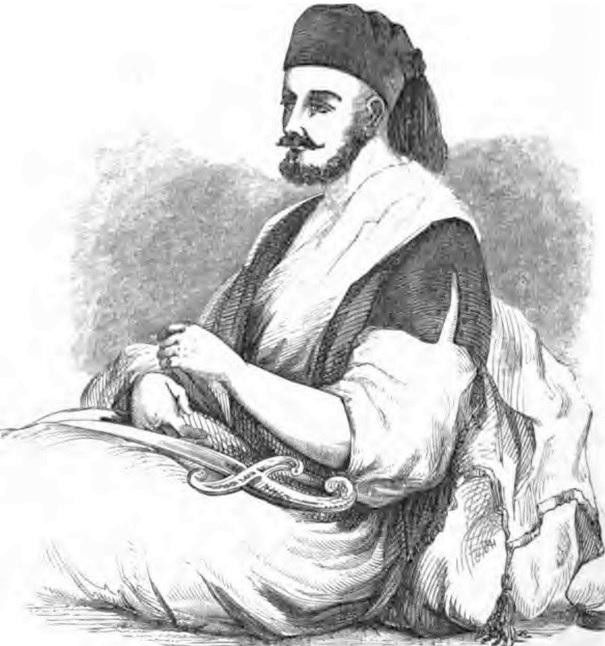
Disegno di Aqil Agha, tratto dal libro di William Francis Lynch "The Narrative of the United States Expedition of the River Jordan and the Dead Sea", pubblicato nel 1849.

Nel 1848 William Lynch, capo della spedizione americana sul fiume Giordano, incontrò Aqil Agha e lo scelse come loro guida. Aqil Agha costruì una fortezza a Ibillin. È sepolto nel villaggio, così come la famiglia di Zahir al-Umar.
La popolazione nel 1859 fu dichiarata dal console britannico Edward Thomas Rogers essere di 800 persone, con 50 faddan di terreno coltivato.
Nel 1875, l'esploratore francese Victor Guérin visitò il villaggio. Stimò la popolazione a 600 persone, divise equamente tra musulmani e "cristiani greci", questi ultimi suddivisi in melchiti e greco-ortodossi. Notò che questi ultimi avevano una chiesa dedicata a San Giorgio.

## Comunità religiose

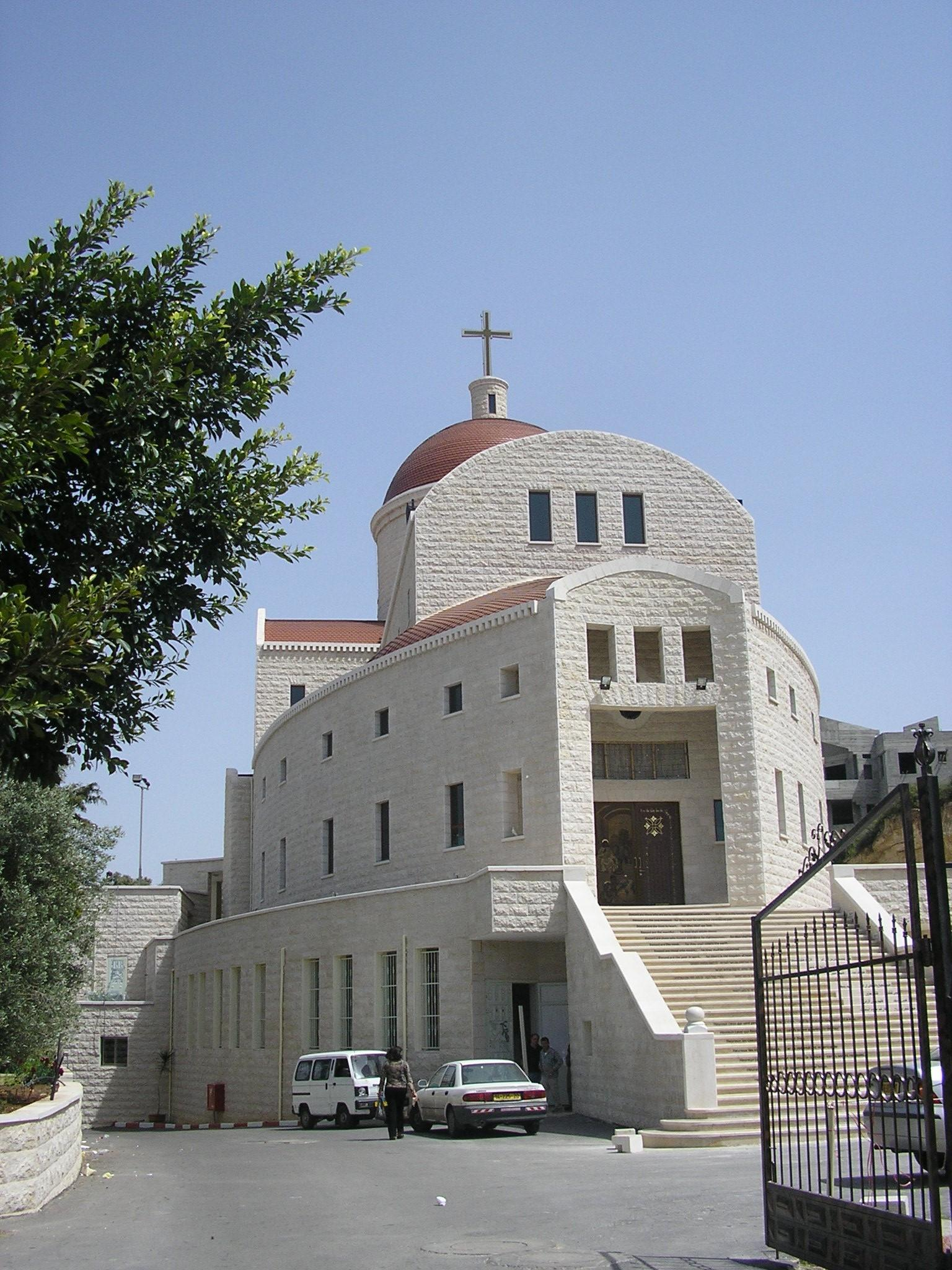
Chiesa Melchita della Predica sul Monte, completata nel 2006

Il villaggio è particolarmente importante per i cattolici in quanto luogo di nascita di Mariam Baouardy, beatificata da Papa Giovanni Paolo II nel 1983 e canonizzata da Papa Francesco nel 2015. Santa Mariam Baouardy è considerata una delle prime due sante palestinesi nella Terra Santa, insieme a Maria Alfonsina Danil Ghattas.